# Atomino (fumetto)
Le avventure di Atomino è una serie a fumetti italiana e tedesca (RDT) pubblicata negli anni '60 del Novecento, avente per protagonista un ragazzo nato a seguito di un esperimento atomico.

## Storia editoriale
Il fumetto Atomino fu creato dallo scrittore Marcello Argilli, con illustrazioni di Vinicio Berti. Apparve per la prima volta il 13 giugno 1963, su Il Pioniere dell'Unità fino al dicembre 1966, per un totale di 150 episodi.
Dall'11 marzo 1967 al marzo 1970, una seconda serie fu pubblicata nel supplemento Pioniere Noi Donne, quindi dal 1970 al 1974 le storie proseguirono nell'inserto settimanale "La pagina dei bambini" ancora legato a Noi Donne
Nel 1968 era intanto uscita una versione del fumetto in volume, su un libro di 120 pagine.
Dall'agosto 1964, la rivista per bambini della RDT FRÖSI iniziò a ristampare il fumetto mantenendo il nome "Atomino", tradotto da Egon Wiszniewsky.
In Germania, i testi inseriti nei balloon del fumetto originale vennero per lo più rimossi e utilizzati come didascalie. Alcune delle immagini furono ricolorate, riorganizzate o integrate, e alcune delle serie accorciate, o a volte non incluse affatto. I disegni nuovi (in qualche caso ricalcati sulle illustrazioni di Berti) vennero realizzati da Klaus-Dieter Sommer.
La risposta molto positiva da parte dei piccoli lettori fece sì che la serie rimanesse sulla rivista fino al 1983. Anche nel FRÖSI apparve come supplemento, tra il 1968 e il 1969, per complessivi 14 numeri nel formato piccolo. Oltre alle storie vere e proprie, erano inclusi anche fogli e giochi artigianali, come la rivista per ragazzi francese PifGadget. Successivamente, due libri di circa 170 pagine con racconti dell'autore furono stampati da Kinderbuchverlag Berlin; la prima pubblicazione (1970) fu illustrata ancora da Vinicio Berti, mentre la seconda, del 1979, fu ridisegnata da Manfred Bofinger.

## Trama
I protagonisti delle storie sono Atomino e la sua fidanzata Smeraldina. Atomino è un robot a propulsione nucleare, dotato di abilità soprannaturali che gli permettono di risolvere i problemi come un vero supereroe. Peraltro, mantiene caratteristiche umane e ha un carattere bonario. Solitamente, è ritratto come un inventore che guida il lettore della storia attraverso il mondo della scienza e della tecnologia. 
Smeraldina è una giovane ragazza che lo sostiene e aiuta, allorché si batte per la "buona causa". Nel lungo periodo, Atomino affronta i problemi politici dell'Italia di allora (tra gli anni Sessanta e Settanta), quali la disoccupazione, la mafia e il lato oscuro del cosiddetto imperialismo del Paese. Egli è anche perseguitato nelle sue avventure italiane da spietati scienziati, boss degli armamenti e militari che cercano di usarlo per i loro scopi. Successivamente, i due vivono anche varie avventure che li portano in diversi paesi, principalmente socialisti.